# Ryan Hardie
Ryan Hardie (Stranraer, 1997. március 17. –) skót korosztályos válogatott labdarúgó, a Plymouth Argyle játékosa.

## Statisztika

### Klub
2017. május 14-i állapot szerint.
| Klub             | Szezon           | Bajnokság | Bajnokság | Kupa    | Kupa  | Ligakupa | Ligakupa | Egyéb   | Egyéb | Összesen | Összesen |
| Klub             | Szezon           | Meccsek   | Gólok     | Meccsek | Gólok | Meccsek  | Gólok    | Meccsek | Gólok | Meccsek  | Gólok    |
| ---------------- | ---------------- | --------- | --------- | ------- | ----- | -------- | -------- | ------- | ----- | -------- | -------- |
| Rangers          |                  |           |           |         |       |          |          |         |       |          |          |
| 2014–15          | 5                | 2         | 0         | 0       | 0     | 0        | —        | —       | 5     | 2        |          |
| 2015–16          | 1                | 0         | 0         | 0       | 0     | 0        | —        | —       | 1     | 0        |          |
| 2016–17          | 0                | 0         | 0         | 0       | 0     | 0        | —        | —       | 0     | 0        |          |
| Összesen         | Összesen         | 6         | 2         | 1       | 0     | 2        | 0        | 1       | 0     | 10       | 2        |
| Raith Rovers     | 2015–16          | 10        | 6         | 0       | 0     | 0        | 0        | 2       | 0     | 12       | 6        |
| St. Mirren       | 2016–17          | 16        | 3         | 0       | 0     | 1        | 0        | 0       | 0     | 17       | 3        |
| Raith Rovers     | 2016–17          | 18        | 6         | 2       | 1     | 0        | 0        | 2       | 1     | 22       | 8        |
| Karrier összesen | Karrier összesen | 50        | 17        | 3       | 1     | 3        | 0        | 5       | 0     | 61       | 19       |

## Sikerei, díjai
- Plymouth Argyle
  - Angol harmadosztály: 2022–23